# Trezor
Ez a szócikk a 2018-ban bemutatott magyar filmről szól. A trezor kifejezés lehetséges további jelentéseiről lásd: Széf
A Trezor 2018-ban bemutatott magyar történelmi thriller, amely egy, az 1956-os forradalomhoz kapcsolódó eseménysort dolgoz fel. A 75 perces film 1956 novemberében, napokkal a szabadságharc bukása után játszódik, cselekményét megtörtént események ihlették. A filmet elsőként a Duna TV vetítette, 2018. november 4-én.

## Történet
|  | Alább a cselekmény részletei következnek! |

Az 1956-os forradalom leverését követően a belügyminisztériumban azzal szembesülnek, hogy titkos, föld alatti trezorjuknak – ahol a legbizalmasabb, személyes anyagokat őrzik – a forradalom zűrzavarában elvesztek a kulcsai. A trezor ajtaja viszont bombabiztos, az épülettömböt felügyelő szovjet katonák még  géppisztoly-sorozatokkal sem tudták kinyitni. Végül egy börtönben ülő, hajdan bankrablásért elítélt férfit bíznak meg a feladattal, tudván, hogy neki egyszer már sikerült behatolnia ebbe a trezorba. A feltáruló trezorajtó mögül azonban egészen más kerül elő, mint amit vártak, a folytatásban kikerekedő, fordulatos játszma során pedig kiderül, hogy senki sem az, aminek látszik.
|  | Itt a vége a cselekmény részletezésének! |

## Stáblista

### Szereplők
- Anger Zsolt (Beck János, lakatos)
- Tasnádi Bence (Iványi Géza, zongoraművész)
- Hámori Gabriella (Beck János felesége)
- Varga József (Danyilov)
- Scherer Péter (Honti Kálmán)
- Kőszegi Ákos (Kassai, fegyőr)
- Bezerédi Zoltán (Münnich Ferenc)
- Elek Ferenc (Honti társa)
- Takács Zalán (segédtiszt)
- Kiss Gábor (bankigazgató)

### Alkotók
- Rendező: Bergendy Péter
- Producer: Lajos Tamás
- Alapötlet: Köbli Norbert